# Jonas Schenk
Jonas Schenk (* 1978 in München) ist ein deutscher Designer und Startup-Unternehmer.

## Leben
Jonas Schenk studierte Illustration und Grafikdesign in Hamburg und arbeitet seit 2006 als Designer, Design Thinking Coach und Unternehmensberater. 2012 gründete er mit Andreas von Lepel das Indie-Label Frozen Gun Games und veröffentlichte die App Freeze! – Die Flucht mit bis heute mehr als 11 Millionen Downloads. Im Juni 2015 veröffentlichte das Label den Ableger Freeze! 2 – Brothers. Das Spiel wurde 2016 in der Kategorie bestes mobiles Spiel für den Deutschen Computerspielpreis nominiert. Seit 2021 ist er Co-Gründer eines digitalen Marktplatzes für internationale Personalbeschaffung.

## Bibliographie
- Erich Kästner  (2007): Sachliche Romanzen: Gedichte über die Liebe und andere unvermeidliche Dinge, ISBN 978-3-85535-957-8
- Lieve Baeten (2010): Die kleine Hexe feiert Weihnachten Das große Pop-up-Buch, ISBN 978-3-7891-6294-7
- Martina Gorgas, Eva Widermann (2009): Indianer: Völker – Kulturen – Geschichten, ISBN 978-3-7891-8447-5
- Andrea Essers, Eva Widermann (2010): Das alte Rom, ISBN 978-3-7891-8449-9
- Martina Gorgas, Eva Widermann (2011): Cowboys und der Wilde Westen, ISBN 978-3-7891-8448-2

## Ludografie
- Freeze! – Die Flucht (Art Direction, iOS, Android)
- Freeze! 2 – Brothers (Art Direction, iOS, Android)